# Hallucination (singel Sissal)
Hallucination − singel farerskiej piosenkarki Sissal wydany 6 lutego 2025 nakładem wytwórni Virgin Music. Kompozycja reprezentuje Danię w 69. Konkursie Piosenki Eurowizji (2025).

## Tło i kompozycja
Piosenka została skomponowana przez Malthe Johansena, Chrisa Rohde-Friska, Line Spangsberg, Marcusa Winther-Johna, Linneę Deb i Melanie Wehbe. 6 lutego 2025 duński nadawca DR ogłosił, że Sissal z piosenką „Hallucination” została zakwalifikowana do stawki Dansk Melodi Grand Prix 2025, konkursu, który ma na celu wyłonienie reprezentanta Danii na Konkurs Piosenki Eurowizji. 1 marca 2025 wygrała finał eliminacji, dzięki czemu uzyskała prawo do reprezentowania kraju w konkursie. Dzięki temu stała się drugą Farerką w historii konkursu, która weźmie w nim udział. Utwór według samej artystki opowiada o spotkaniu z drugą osobą, z którą nawiązuje się realna więź, która jednocześnie wydaje się nierealna.
Piosenka została zaprezentowana 15 maja w drugim półfinale Eurowizji jako jedenasta w kolejności i awansowała do finału.

## Lista utworów
| Digital download / media strumieniowe | Digital download / media strumieniowe | Digital download / media strumieniowe |
| Nr                                    | Tytuł utworu                          | Długość                               |
| ------------------------------------- | ------------------------------------- | ------------------------------------- |
| 1.                                    | „Hallucination”                       | 3:03                                  |

## Notowania
| Kraj  | Lista (2025)      | Najwyższa pozycja |
| ----- | ----------------- | ----------------- |
| Dania | Hitlisten Airplay | 8                 |